# Cheiraster tuberculatus
Cheiraster tuberculatus är en sjöstjärneart som först beskrevs av Alexander Michailovitsch Djakonov 1929.  Cheiraster tuberculatus ingår i släktet Cheiraster och familjen nålsjöstjärnor. Inga underarter finns listade i Catalogue of Life.